# غونثالو فرنانديث دي كوردوبا
غونثالو فرنانديث دي كوردوبا (بالإسبانية: Gonzalo Fernández de Córdoba، ولد في 1 سبتمبر 1453، مونتيا، قرطبة، إسبانيا - توفي في 2 ديسمبر 1515، لوشة، غرناطة، إسبانيا) دوق تيرانوفا وسانتانجيلو وأندريا ومونتالتو وسيسا والمعروف أيضاً باسم غونزالو دي كوردوبا (بالإيطالية: Gonsalvo or Consalvo di Cordova)‏ أو جونزالفو أو كونسالفو دي كوردوفا. كان جنرالاً إسبانياً قاتل في حرب غرناطة والحروب الإيطالية. يعرف بكونه «أب حرب الخنادق» ووحدات المشاة التي عرفت فيما بعد باسم تيرسيو. أكن له جيل الكونكيستدور الاحترام كما حارب تحت رايته العديد من الرجال ذوي النفوذ مثل فرانثيسكو بيثارو وسيرانو.

## وصلات خارجية
- (بالإسبانية) غونثالو فرنانديث دي كوردوبا